# Canberra Stadium
GIO Stadium (tidigare Bruce Stadium och Canberra Stadium), är en idrottsarena i Canberra, Australien. Arenan byggdes 1977 inför friidrottstävlingen Pacific Conference Games. Arenan används främst för matcher i rugby, men även fotboll. Arenan ligger i stadsdelen Bruce, därav det tidigare namnet på arenan.
GIO Stadium stod värd för ett flertal av fotbollsmatcherna under de olympiska spelen 2000 i Sydney.